# Thomas Leu
Thomas Leu (* 1964 in Halle (Saale)) ist ein deutscher Metallbildhauer.

## Leben
Leu wurde 1964 in Halle geboren und absolvierte nach seiner Schulzeit 1983–1985 eine Schmiedeausbildung in Magdeburg sowie eine Gürtlerei- und Emaillierausbildung in Halle und am VEB Eisenhüttenwerk Thale. Anschließend studierte er an der Burg Giebichenstein Kunsthochschule Halle Metall/Email bei Irmtraud Ohme und schloss 1991 mit dem Diplom ab.

## Wirken

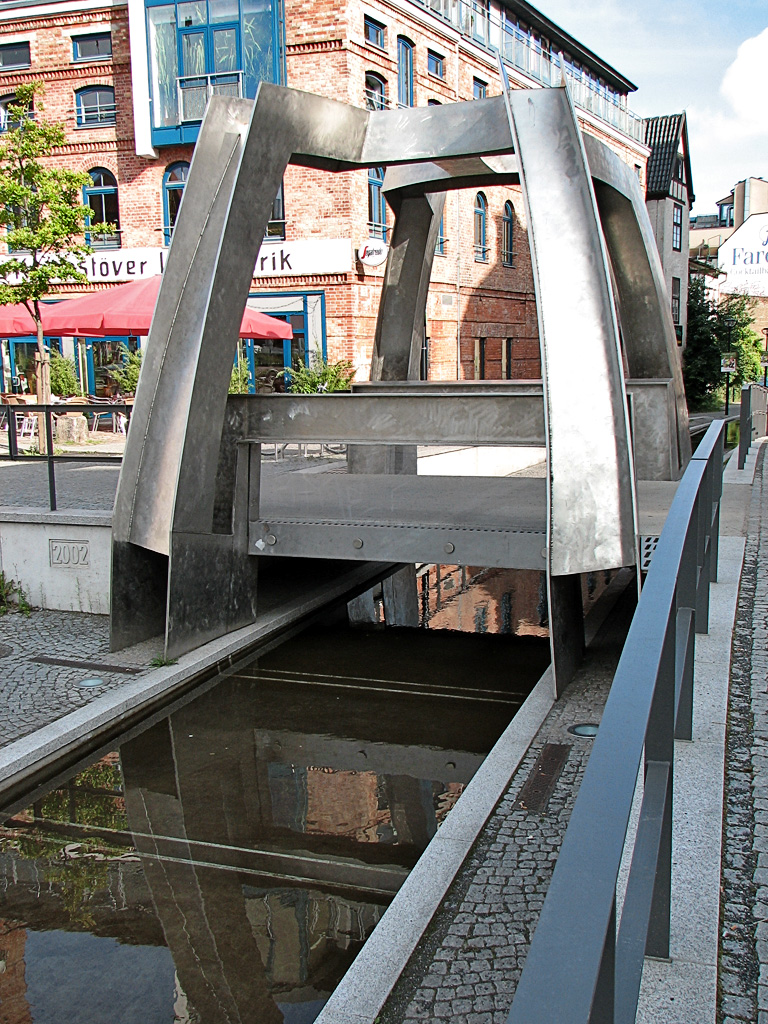
Raumklammer Rostock

Leu ist freiberuflich tätig und ist seit 1991 in der Ateliergemeinschaft Metallkunstwerkstatt in Halle tätig. In den Jahren 2004 bis 2007 war er im Kunstbeirat des Landes Sachsen-Anhalt. Er erhielt Arbeitsstipendien des Landes Sachsen-Anhalt sowie der Stiftung Kulturfonds Berlin; 2009–2017 war er über das ISCP (International Studio and Curatorial Program) in New York. Er schafft dabei sowohl Werke am/im Bau, als auch für sich alleinstehende Werke in der Natur. Bei mehreren ausgeschriebenen Kunstwettbewerben gewann er den ersten Preis.

## Werke (Auswahl)
- Engelsschwinge (Skulpturenpark Bülzig, 1994)
- Spannungsfeld (Skulptur für die MEAG-Hauptverwaltung in Halle (Saale), 1996)[1]
- Spanten (Skulptur für Wasserstraßen-Neubauamt Magdeburg, 1996)
- Hände (Skulptur für den Konsheij-Tempel Osaka, 1998)
- Raumklammer (Brückenskulptur zur Erinnerung an die Viergelindenbrücke Rostock, 2003)[3]
- modernes Kreuz für die Stiftskirche Quedlinburg (2006)
- Himmelskörper (Taufengelskulptur St. Nikolai Wettin, 2006)[4]
- takeoff (Heliport der Bundespolizei Oberschleißheim, 2015)
- Lebenslinien (Skulptur für die Wohngenossenschaft „Frohe Zukunft“ in Halle (Saale), 2017)[5]

Leu war einer von mehreren Künstlern, die 2014 bis 2017 die Epitaphien der Paulinerkirche Leipzig wieder aufgearbeitet und im Andachtsraum neu ausgestellt haben. Dieses Projekt wurde mit dem Europäischen Kulturerbepreis Europa Nostra Award/European Heritage Awards in der Kategorie Erhaltung durch die Europäische Kommission ausgezeichnet.